# Gold-Vierer
Als Gold-Vierer (auch Kilian-Vierer) wurde in den Medien seit ihren Erfolgen in den 1970er Jahren die Mannschaft des Bundes Deutscher Radfahrer in der 4000-m-Mannschaftsverfolgung bezeichnet.
Die Bezeichnung geht auf die vielen Goldmedaillen zurück, die die Mannschaft in verschiedenen Besetzungen bei UCI-Bahn-Weltmeisterschaften (fünf Titel) und Olympischen Spielen (drei Titel) in den 1960er und 1970er Jahren erzielte. Da Gustav Kilian als Trainer in diesen Jahren über längere Zeit verantwortlich war und ihm an diesen Erfolgen ein hoher Anteil zugeschrieben wurde, war auch die Bezeichnung Kilian-Vierer gebräuchlich.
Allein von 1972 bis 1976 gewann der deutsche Vierer fünfmal die Weltmeisterschaft und errang sowohl bei den Olympischen Spielen 1972 in München wie auch bei den Spielen in Montreal die Goldmedaille. Insgesamt errangen deutsche Fahrer unter Gustav Kilian in der Mannschaftsverfolgung 16 Goldmedaillen. 1973 wurde der Gold-Vierer zur Mannschaft des Jahres gewählt.
Diese Erfolgsserie endete 1977 bei den Bahn-Weltmeisterschaften in St. Cristobal/Venezuela, als der als unschlagbar geltende Gold-Vierer im Finale gegen die Mannschaft der DDR verlor, die anschließend für viele Jahre die führende Rolle in der Mannschaftsverfolgung übernahm.
Bekannte Fahrer in diesem Vierer waren Udo Hempel, Günter Haritz, Jürgen Kißner, Karl Link, Peter Vonhof, Günther Schumacher, Hans Lutz, Ernst Claußmeyer, Dietrich Thurau, Rainer Podlesch, Gregor Braun und Rolf Gölz.

## Eklat in Mexiko 1968
Bei den Olympischen Spielen 1968 in Mexiko-Stadt kam es am 21. Oktober 1968 beim Finallauf des (west)-deutschen Bahnvierers mit Jürgen Kißner, Karl Link, Udo Hempel und Karl-Heinz Henrichs gegen den dänischen Vierer zu einem Vorfall, der in westdeutschen Zeitungen viel Aufsehen erregte und als „Skandal“ bezeichnet wurde. Der Fahrer Kißner hatte in der letzten Runde des Laufs seinen Mannschaftskameraden Henrichs berührt, nach seinen späteren Angaben, um eine Kollision zu vermeiden, die durch Abstimmungsprobleme innerhalb der Mannschaft drohte. Der Vierer von Trainer Kilian, der vor den Dänen weit in Führung lag, wurde daraufhin nicht nur disqualifiziert, sondern sollte nicht einmal die Silbermedaille erhalten. Als man der italienischen Mannschaft antrug, die Silbermedaille in Empfang zu nehmen, lehnte diese ab.
Kißner stammte ursprünglich aus der DDR, hatte sich vier Jahre zuvor in Köln von seiner Mannschaft abgesetzt und war in Westdeutschland geblieben. Da einer der Schiedsrichter bei den Olympischen Spielen, Jürgen Gallinge, aus der DDR stammte, vermuteten die bundesdeutschen Medien, dieser habe Kißners Verhalten „aus Rache für Köln“ sanktioniert. In der „Jury d'Appell“ wiederum, die als zweite Instanz die Entscheidung der Wettkampfrichter bestätigte, saß mit Heinz Dietrich ein weiterer Sportfunktionär aus der DDR. Er war Generalsekretär des Deutschen Radsport-Verbandes der DDR und Leiter jener Mannschaft gewesen, aus der sich Kißner 1964 entfernt hatte. Manche Kommentatoren kritisierten die Vertreter des Bundes Deutscher Radfahrer scharf, weil diese im Vorfeld eine Zusammensetzung der Jurys überwiegend aus Vertretern des Ostblocks nicht verhindert hätten. Kißner selbst wurde wegen der verlorenen Goldmedaille von westdeutschen Radsport-Fans als „Verräter“ und „Zonenschwein“ beschimpft.
Tatsächlich erfolgte zumindest die Disqualifikation formal zu Recht, wenn auch nicht die Verweigerung der Silbermedaille, die der Vierer mit dem Erreichen des Finales theoretisch schon errungen hatte. Die UCI-Regeln untersagen bei der Mannschaftsverfolgung eine Berührung der Fahrer untereinander, wenn es auch Diskussionen darüber gab, wie der – in den damals nur auf Französisch vorliegenden Wettkampfregeln – Begriff pousser übersetzt werden solle: als berühren oder anschieben; erschwerend kam hinzu, dass keiner der westdeutschen Funktionäre vor Ort Französisch beherrschte. Im November 1968 entschied der Weltradsportverband für Amateure Fédération Internationale Amateur de Cyclisme (FIAC), der für die Durchführung der Radsportwettbewerbe bei Olympischen Spielen zuständig war, auf Vorschlag der eingesetzten Sonderkommission gegen die Stimmen der Vertreter aus der Sowjetunion, Algeriens und der DDR, den Fahrern des westdeutschen Bahnvierers die Silbermedaille zuzuerkennen. Die Übergabe erfolgte im Rahmen der Querfeldein-Weltmeisterschaften im Februar 1969 in Magstadt. Kilian bezeichnete den DDR-Wettkampfrichter Gallinge bis an das Ende seines Lebens als „Golddieb“.